# Please Please Me
Please Please Me je debitantski studijski album skupine The Beatles, izdan 22. marca 1963 pri založbi Parlophone. Album vsebuje 14 skladb, od tega 8 skladb, ki sta jih skupaj napisala Paul McCartney in John Lennon. Leta 2012 so ga uredniki revije Rolling Stone vključili kot 39. na seznam 500. najboljših albumov vseh časov.

## Seznam skladb
Vse pesmi je napisal in uglasbil dvojec McCartney–Lennon, razen, kjer je posebej napisano.
| Stran 1 | Stran 1                               | Stran 1 |
| Št.     | Naslov                                | Dolžina |
| ------- | ------------------------------------- | ------- |
| 1.      | „I Saw Her Standing There‟            | 2:54    |
| 2.      | „Misery‟                              | 1:50    |
| 3.      | „Anna (Go to Him)‟ (Arthur Alexander) | 2:55    |
| 4.      | „Chains‟ (Gerry Goffin, Carole King)  | 2:23    |
| 5.      | „Boys‟ (Luther Dixon, Wes Farrell)    | 2:24    |
| 6.      | „Ask Me Why‟                          | 2:24    |
| 7.      | „Please Please Me‟                    | 1:59    |

| Stran 2 | Stran 2                                                       | Stran 2 |
| Št.     | Naslov                                                        | Dolžina |
| ------- | ------------------------------------------------------------- | ------- |
| 1.      | „Love Me Do‟                                                  | 2:23    |
| 2.      | „P.S. I Love You‟                                             | 2:04    |
| 3.      | „Baby It's You‟ (Mack David, Barney Williams, Burt Bacharach) | 2:40    |
| 4.      | „Do You Want to Know a Secret?‟                               | 1:59    |
| 5.      | „A Taste of Honey‟ (Bobby Scott, Ric Marlow)                  | 2:03    |
| 6.      | „There's a Place‟                                             | 1:51    |
| 7.      | „Twist and Shout‟ (Phil Medley, Bert Russell)                 | 2:32    |

## Zasedba
The Beatles
- John Lennon – vokal, kitara, orglice
- Paul McCartney – vokal, bas kitara
- George Harrison – vokal, kitara
- Ringo Starr – bobni, tolkala, vokal

Dodatni glasbeniki
- George Martin – klavir, čelesta
- Andy White – bobni, tolkala